# 廖際可
廖際可（1526年—？），字以禮，直隸盧龍衛官籍湖廣湘潭縣人。明朝政治人物。

## 生平
嘉靖二十八年（1549年）己酉科順天府鄉試第八十二名舉人。嘉靖四十一年（1562年）中式壬戌科會試第一百名，三甲第一百五十五名進士。授四川内江县知县，丁憂歸。四十五年復除山東章丘知縣。調垣曲县，迁嘉兴府同知。

## 家族
曾祖廖清；祖父廖傑，縣主簿；父廖自泰，州吏目。母鄭氏。具庆下。從叔廖自顯，正德進士。